# Bar-sur-Aube
Bar-sur-Aube este un oraș în Franța, sub-prefectură a departamentului Aube în regiunea Champagne-Ardenne.
1. ↑  répertoire géographique des communes, accesat în 26 octombrie 2015
2. ↑  dataset of postal codes in France, 1 octombrie 2018